# Dreipilz

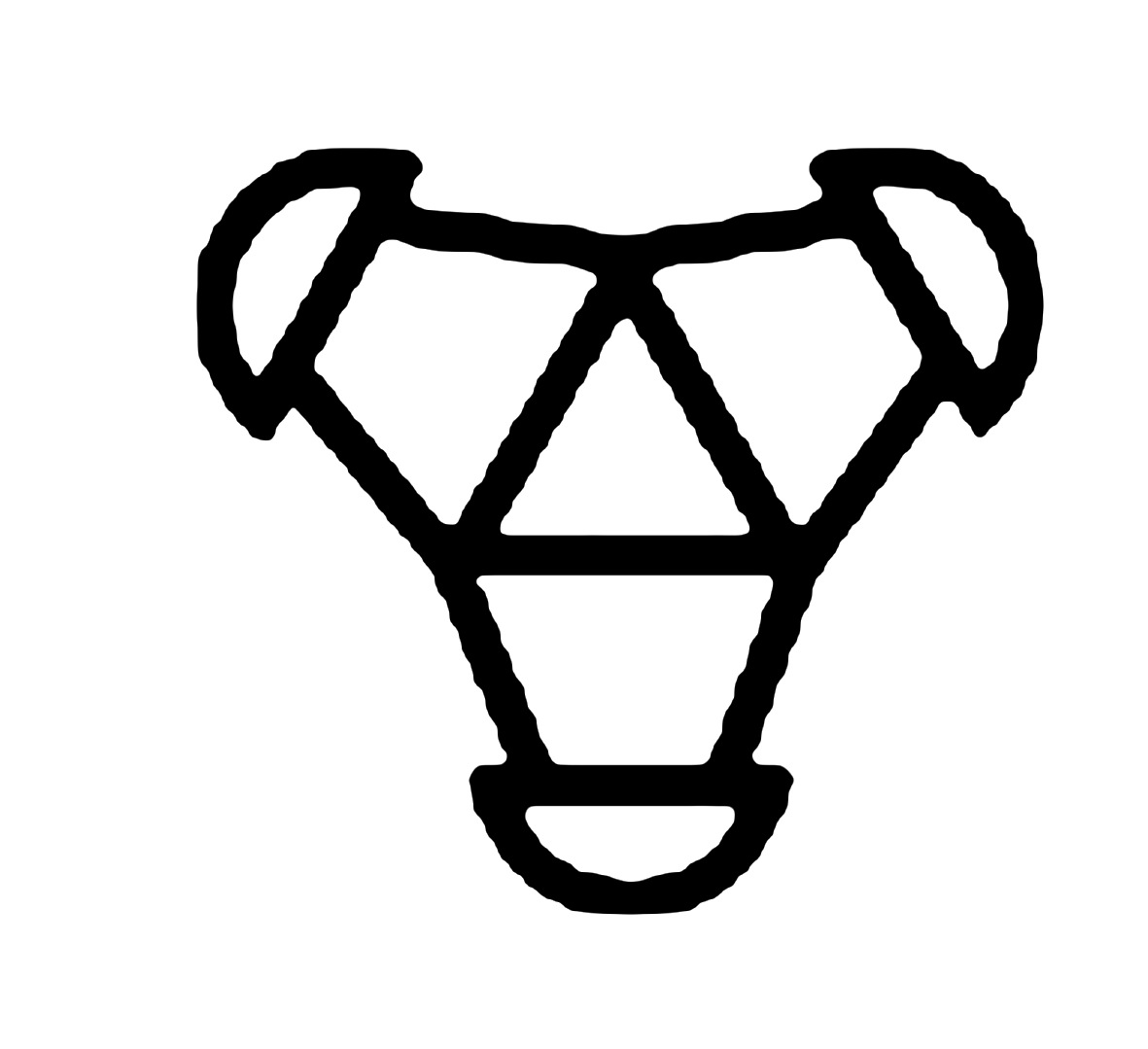
Darstellung des Dreipilzes

Der Dreipilz ist ein der FPA-Eichel ähnliches Gütezeichen für Forstwerkzeuge, das seit 1998 vom Kuratorium für Waldarbeit und Forsttechnik e.V. (KWF) vergeben wird.
Ursprünglich wurde der Dreipilz 1932 von der „Zeichengemeinschaft Deutscher Hersteller für Werkzeuge e.V.“ als Gütezeichen für hochwertiges Werkzeug initiiert. Als der Verein jedoch am 13. Mai 1997 aufgelöst wurde, übernahm der KWF auf Anregung des Dachverbands der Werkzeugindustrie das Zeichen und trug es ab 2. Juli 1998 als eigene Marken in Deutschland, Österreich, der Schweiz und Schweden ein.
Nach erfolgter Prüfung in der „Versuchs- und Prüfanstalt für Werkzeuge, Remscheid“ (VPA) wird der Dreipilz jetzt für qualitativ hochwertige „Handwerkzeuge für die Forstwirtschaft, insbesondere Äxte, Spaltwerkzeuge, Pflanzenhauen und Handsägen“ vergeben.

## Quelle
- Informationsblätter des KWF.